# 内姆滕
内姆滕是德国石勒苏益格－荷尔斯泰因州的一个市镇。总面积22.04平方公里，总人口275人，其中男性138人，女性137人（2011年12月31日），人口密度12人/平方公里。